# Hydrobiosella longispina
Hydrobiosella longispina là một loài Trichoptera trong họ Philopotamidae. Chúng phân bố ở miền Australasia.